# Bismarckstein (Göttingen)

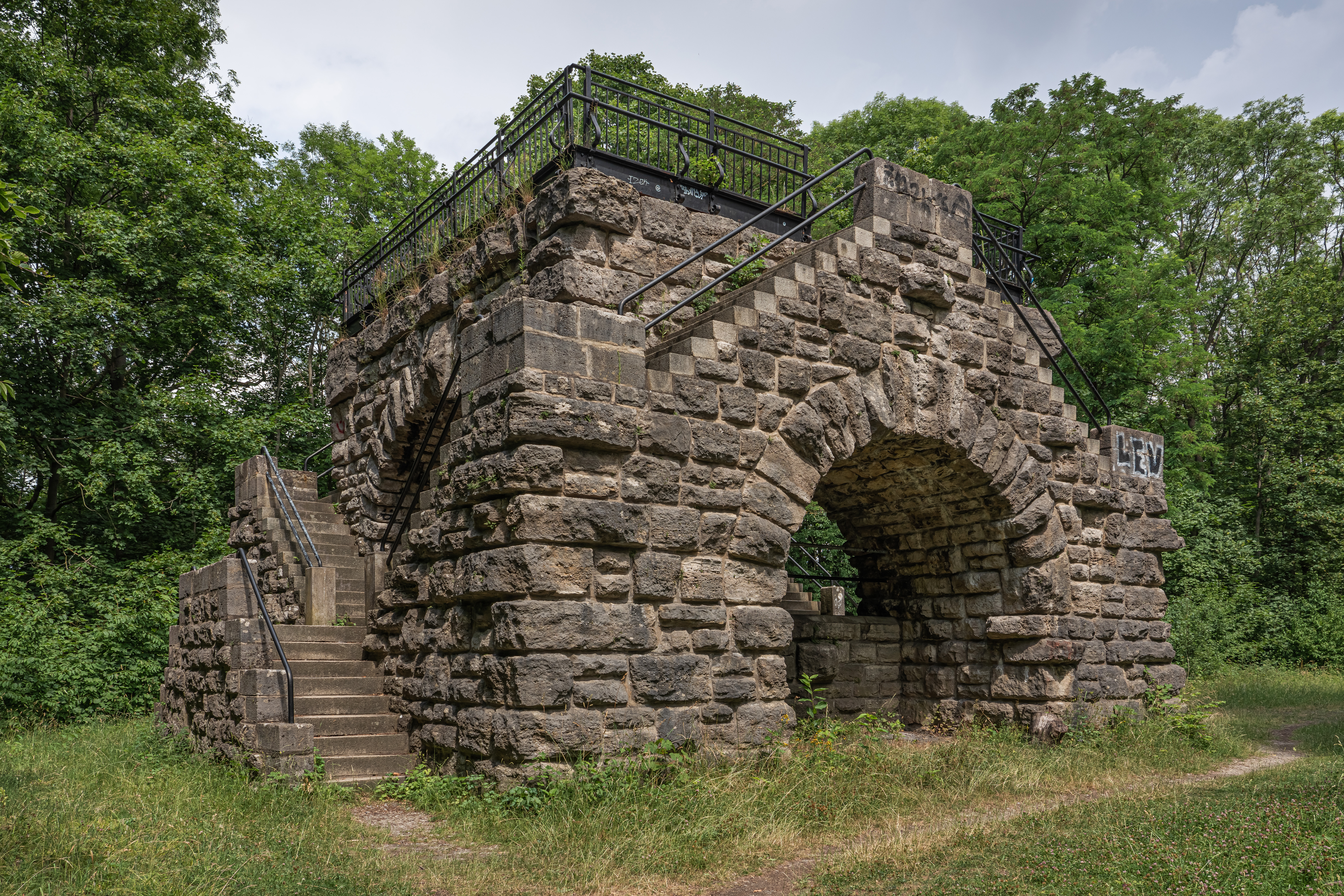
Der Bismarckstein

Der Bismarckstein in der Stadt Göttingen in Niedersachsen ist ein Bismarckdenkmal in der Nähe des Klausbergs (Auf dem Toppe). Die Gedenkstätte wurde 1903 zu Ehren des ehemaligen Reichskanzlers Otto von Bismarck eingeweiht und wird im Volksmund wegen ihrer grotesken Form auch spaßhaft als „Elefantenklo“ bezeichnet.

## Baugeschichte
Im Zuge der nationalen Bismarckverehrung im Deutschen Kaiserreich war 1900 ein „Verein zur Erbauung einer Bismarck-Säule bei Göttingen“ gegründet worden, um unter dem gemeinsamen Vorsitz des Rektors der Universität und des Bürgermeisters Georg Friedrich Calsow zusätzlich zu dem bereits 1896 erbauten Bismarckturm auch eine Bismarcksäule nach dem aus der Ausschreibung der Deutschen Studentenschaft von 1898 hervorgegangenen Entwurf „Götterdämmerung“ von Wilhelm Kreis zu errichten. Otto von Bismarck hatte 1832/33 in Göttingen sein Studium der Rechtswissenschaften begonnen und war in der Zeit des Kaiserreichs der bekannteste Alumnus der Georgia Augusta. Nachdem der Platz Auf dem Toppe jedoch unter der Bedingung, dass „die Säule besteigbar eingerichtet wird, um als Aussichtspunkt dienen zu können“ ausgewählt worden war, änderte sich die Konzeption und ein Entwurf des Stadtbaumeisters Friedrich Jenner, der einen ungewöhnlichen feueraltarähnlichen Aufbau aus Kalkstein vorsah, wurde auf der Generalversammlung des Vereins am 14. Juni 1902 genehmigt.
Die Bauausführung oblag dem Bauunternehmer Rudolf Hannig (Hannover); die Grundsteinlegung für das ungewöhnliche Bauwerk erfolgte am 21. Juni 1902, die Einweihung zur Sonnwendfeier am 21. Juni 1903. Die Baukosten in Höhe von 18.000 Mark wurden durch Spendensammlungen und Beiträge des Fördervereins aufgebracht.
Die Aussichtsplattform des Flammenaltars in sieben Metern Höhe hat einen quadratischen Grundriss und ist über zwei beidseitige Außentreppen zu erreichen. Auf der Aussichtsplattform war ursprünglich eine große Feuerschale installiert, die jedoch zusammen mit 12 Feuersäulen, die den Bismarckstein jeweils im Halbrund umgaben, in den 1970er-Jahren entfernt wurde. Tatsächlich war die Gedenkstätte 1965 so verrottet, dass die SPD-Ratsfraktion empfahl, den Bismarckstein durch eine Gedenkstätte für die Opfer des Nationalsozialismus zu ersetzen. Nach einer heftigen im Göttinger Tageblatt geführten Leserbriefdebatte wurde dieser Plan jedoch nie umgesetzt. Seit 1987 eine neue Metallbrüstung angebracht wurde, beträgt die Gesamthöhe des Bauwerks 7,5 m. Nach umfangreicher Renovierung wurde der Bismarckstein am 11. September 2005, dem Tag des offenen Denkmals, der Öffentlichkeit wieder zur Verfügung gestellt.